# Arquia Banca
Arquia Banca és una entitat financera creada el 2 de març de 1983. Integra les antigues Caixa d'Arquitectes, Arquia Gestió (Societat Gestora d'Institucions d'Inversió Col·lectiva), Arquia Pensions (Entitat Gestora de Fons de Pensions), Arquia Banca Mediació (Operador de Banca assegurances vinculat), Arquia Gestió d'Actius, Caixa d'Advocats, Profim i Assessors Patrimonials.
El 1990 Arquia Banca crea la seva Fundació, amb l'objectiu de promoure i difondre projectes de caràcter cultural, social, assistencial, professional i formatiu en el camp de l'arquitectura, la construcció, el disseny i l'urbanisme. En 2016 es constitueix Arquia Social, línia gestionada per la Fundació Arquia en nom d'Arquia Banca, que té com a objectiu ajudar i col·laborar en la millora de la qualitat de vida de les persones i la societat.
Arquia Banca compta amb una xarxa de 37 oficines pròpies —distribuïdes per tota la geografia espanyola— en ciutats com la Corunya, Alacant, Barcelona, Bilbao, Cadis, Còrdova, Gijón, Girona, Granada, Las Palmas, Lleida, Madrid, Múrcia, Màlaga, Oviedo, Palma, Pamplona, Tenerife, Sant Sebastià, Sevilla, Tarragona, València, Valladolid i Saragossa.
El 2020 centenars d'arquitectes de tot Espanya mantenen des de fa gairebé dos anys un conflicte obert amb Arquia Bank, l'entitat financera que té el seu origen en l'antiga caixa gremial. Amb la conversió de cooperativa de crèdit a societat anònima, el 2019, els que havien estat cooperativistes es van convertir en accionistes d'Arquia Bank SA. En 2021 encara segueix el conflicte obert.
La notícia, es va limitar a recollir el malestar d'un nombre reduït de persones, ometent informació pública que la contradiu, no existint conflicte sobre això.
En aquest sentit, cal assenyalar que l’Assemblea General de Socis de Caixa d’Arquitectes S. Coop. de Crèdit va adoptar l'acord en data 23 de juny de 2017 de transformació de la forma societària de l'entitat, i des de llavors va passar a ser de Societat Cooperativa a Societat Anònima, anomenant-se actualment ARQUIA BANK, S.A.. Va ser en aquell moment, quan es va concedir a tots els socis l'exercici del dret de separació i el reintegrament de les seves aportacions en la forma i en els terminis establerts als articles 65 i 69 de la Llei 27/1999, de 16 de juliol, de cooperatives, segons consta als anuncis publicats al BOE i al BORME de data 17 de juliol de 2017, data a partir de la qual, els socis de la llavors cooperativa van disposar del termini de quaranta dies naturals per formalitzar l'escrit de sol·licitud de separació i reintegrament de les seves aportacions socials.
Per a aquells socis, que no van exercir aquest dret en la forma i el termini legalment establert, resulta aplicable per a la transmissió de les accions el citat article 12 dels Estatuts Socials d'Arquia Bank, S.A, segons el qual, qualsevol soci té la possibilitat de transmetre les seves accions a una persona física o jurídica determinada (“Tercer Adquirent”), tot això subjecte a les obligacions formals de comunicació i als terminis previstos als Estatuts Socials.
Dit d'una altra manera, qualsevol soci cooperativista va poder exercir el seu dret de separació, i qualsevol accionista de l'entitat pot transmetre les seves accions, tenint en compte que per la naturalesa jurídica de les accions (no cotitzen) i el compliment del previst als referits Estatuts Socials, és necessària l'existència d'una contrapart, que pot designar qui estigui interessat en la transmissió, o si no, acudir a la pròpia entitat, a través dels mecanismes establerts. De la mateixa manera, qualsevol accionista pot sol·licitar el traspàs de les seves accions a un altre compte de valors de la seva titularitat en una altra entitat financera, sempre que aquesta ho permeti.
A més de la transformació social d'Arquia, és important fer un repàs d'altres èxits dels darrers anys, com ara:
- Adquisició de Caixa d'Advocats apostant sempre pel sector professional, i posant en pràctica l'experiència acumulada amb els arquitectes des de la fundació.
- Adquisició de Profim, Assessors Patrimonials, EAF, generant valor als clients de Banca Privada, amb un assessorament personalitzat i model propi de negoci.
Ambdós models de negoci han estat integrats a Arquia, permetent un creixement al sector legal i la banca d'inversió, permetent apostar per altres sectors estratègics com el farmacèutic actualment, mitjançant una banca considerada de proximitat i que faci sentir els seus clients com a casa seva.